# 農林水産省設置法
農林水産省設置法（のうりんすいさんしょうせっちほう、平成11年7月16日法律第98号）は、農林水産省の設置ならびに任務および所掌事務を定め、所掌する行政事務を遂行するために必要な組織に関する日本の法律である。
2001年（平成13年）1月6日実施の中央省庁再編にあたり、旧農林水産省設置法（昭和24年法律第153号）は、中央省庁等改革のための国の行政組織関係法律の整備等に関する法律（平成11年法律第102号）4条柱書および7号により廃止された。

## 構成
- 第一章 総則（第一条）
- 第二章 農林水産省の設置並びに任務及び所掌事務
  - 第一節 農林水産省の設置（第二条）
  - 第二節 農林水産省の任務及び所掌事務（第三条・第四条）
- 第三章 本省に置かれる職及び機関
  - 第一節 特別な職（第五条）
  - 第二節 審議会等（第六条・第七条）
  - 第三節 施設等機関（第八条―第十一条）
  - 第四節 特別の機関（第十二条―第十六条の二）
  - 第五節 地方支分部局（第十七条―第二十条）
- 第四章 外局
  - 第一節 設置（第二十一条）
  - 第二節 林野庁
    - 第一款 任務及び所掌事務（第二十二条―第二十四条）
    - 第二款 審議会等（第二十五条）
    - 第三款 地方支分部局（第二十六条―第二十八条）

  - 第三節 水産庁
    - 第一款 任務及び所掌事務（第二十九条―第三十一条）
    - 第二款 審議会等（第三十二条）
    - 第三款 特別の機関（第三十三条）
    - 第四款 地方支分部局（第三十四条）
- 附則